# Kościół Santa Maria Formosa

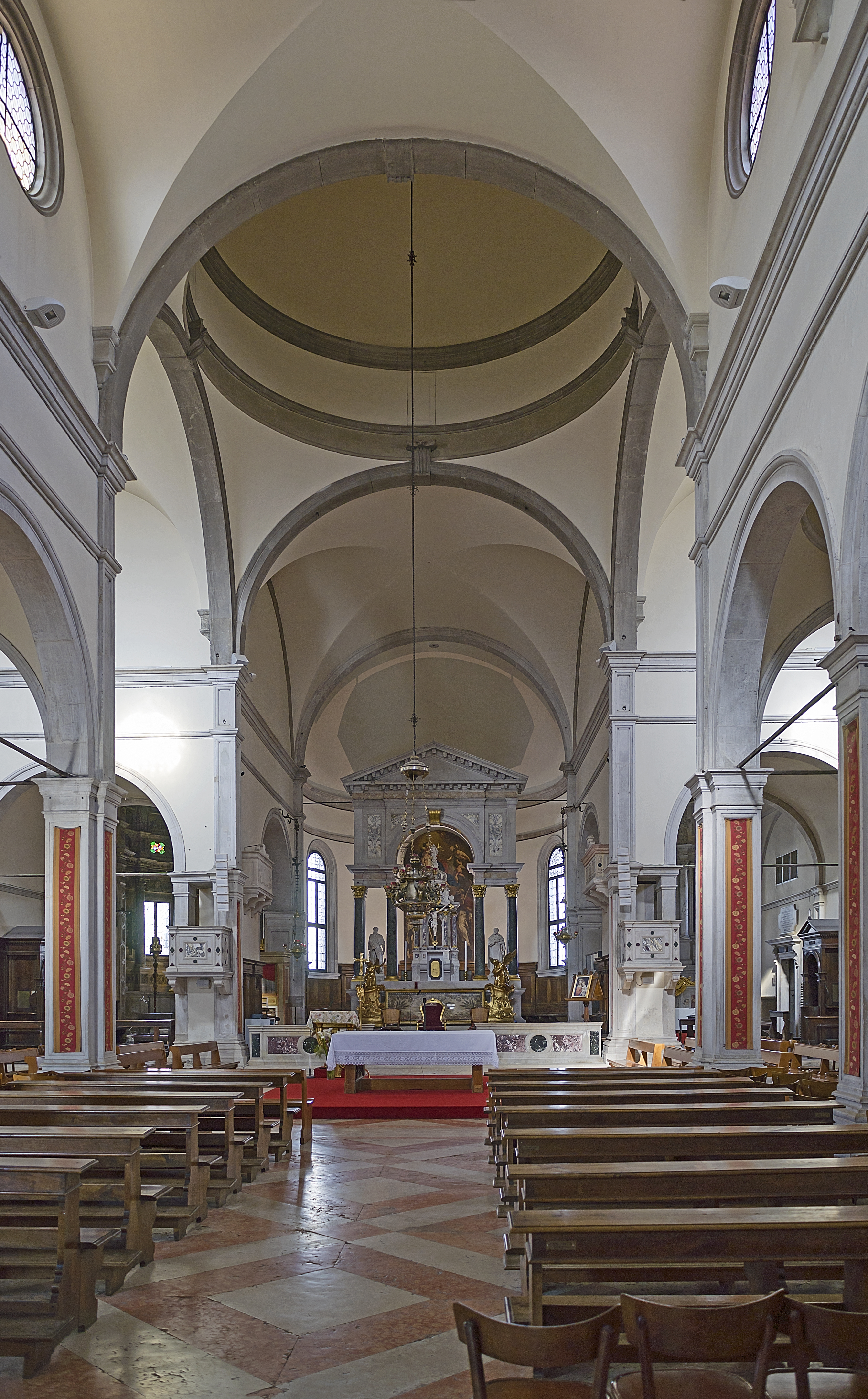
Wnętrze – widok na prezbiterium z ołtarzem głównym

Kościół Santa Maria Formosa – rzymskokatolicki kościół w Wenecji w dzielnicy (sestiere) San Marco. Administracyjnie należy do Patriarchatu Wenecji. Jest kościołem parafialnym parafii Purificazione di Maria (Vulgo S. Maria Formosa), wchodzącej w skład dekanatu San Marco–Castello.
Założony, według tradycji, w VII wieku, jest pierwszym kościołem w Wenecji, który otrzymał maryjne wezwanie. Zbudowany niemal od podstaw na przełomie XV i XVI wieku w stylu renesansowym według projektu Maura Codussiego, przechowuje w swych wnętrzach kilka znaczących dzieł sztuki, w tym tryptyk Bartolomea Vivariniego Narodziny Matki Bożej/Madonna Litościwa/Spotkanie św. Anny ze św. Joachimem oraz poliptyk Św. Barbara i święci Palmy starszego.

## Historia

### Poprzedni kościół
Według tradycji kościół Santa Maria Formosa był jednym z 8 kościołów założonych w VII wieku przez św. Magnusa, biskupa Oderzo; miało się to stać według wskazówek samej Matki Boskiej, która ukazała mu się we śnie jako wspaniała (łac. „formosa”) matrona i nakazała zbudowanie kościoła pod białą chmurą. Wzniesiony przez rodzinę Tribuno, otrzymał wezwanie Oczyszczenia Najświętszej Maryi Panny stając się pierwszym w Wenecji kościołem dedykowanym Maryi. Pierwsza związana z nim dokumentacja dotyczyła jego przebudowy w 1060 roku, po której miała miejsce jeszcze jedna lub dwie odbudowy. Kościół każdego roku w dzień 2 lutego był odwiedzany przez dożę i procesję 12 młodych dziewcząt. Procesja była organizowana na pamiątkę uratowania oblubienic uprowadzonych przez piratów z Istrii i Triestu z kościoła San Pietro di Castello około roku 944. Kościół Santa Maria Formosa będący wówczas siedzibą gildii introligatorów (casselleri), która przeprowadziła akcję ratunkową, zażądał jako nagrody corocznej wizyty doży. Kościół był również siedzibą scuoli sprzedawców owoców i strzelców.

### Obecny kościół
Kościół obecny zaprojektował i zbudował Mauro Codussi w 1492 roku, dostosowując swój projekt do wymiarów fundamentów dawnego kościoła, który wówczas znajdował się w stanie bliskim ruiny. Po śmierci projektanta w 1504 roku, budynek na zewnątrz ukończyli nieznani budowniczy. Kopułę prawdopodobnie dobudował syn Codussiego, Domenico, według projektu ojca. Fasada, wychodząca na kanał, została wzniesiona w 1542 roku dla upamiętnienia kapitana Vincenza Cappella, który zwyciężył Turków. Natomiast fasada wychodząca na plac (przypuszczalnie dzieło Smeraldiego) została ukończona w 1604 roku i udekorowana wizerunkami innych członków rodziny Cappello. Wzniesienie obu fasad sfinansował ród Cappello, natomiast w połowie lat 90. XX w. odrestaurowano je ze środków fundacji Venice in Peril. Wnętrze odnowił kupiec Torrino Tononi w 1689 roku. Kopuła została naprawiona w 1688 roku po trzęsieniu ziemi w tym samym roku oraz w 1921 roku po zbombardowaniu kościoła przez wojska austriackie w 1916 roku.

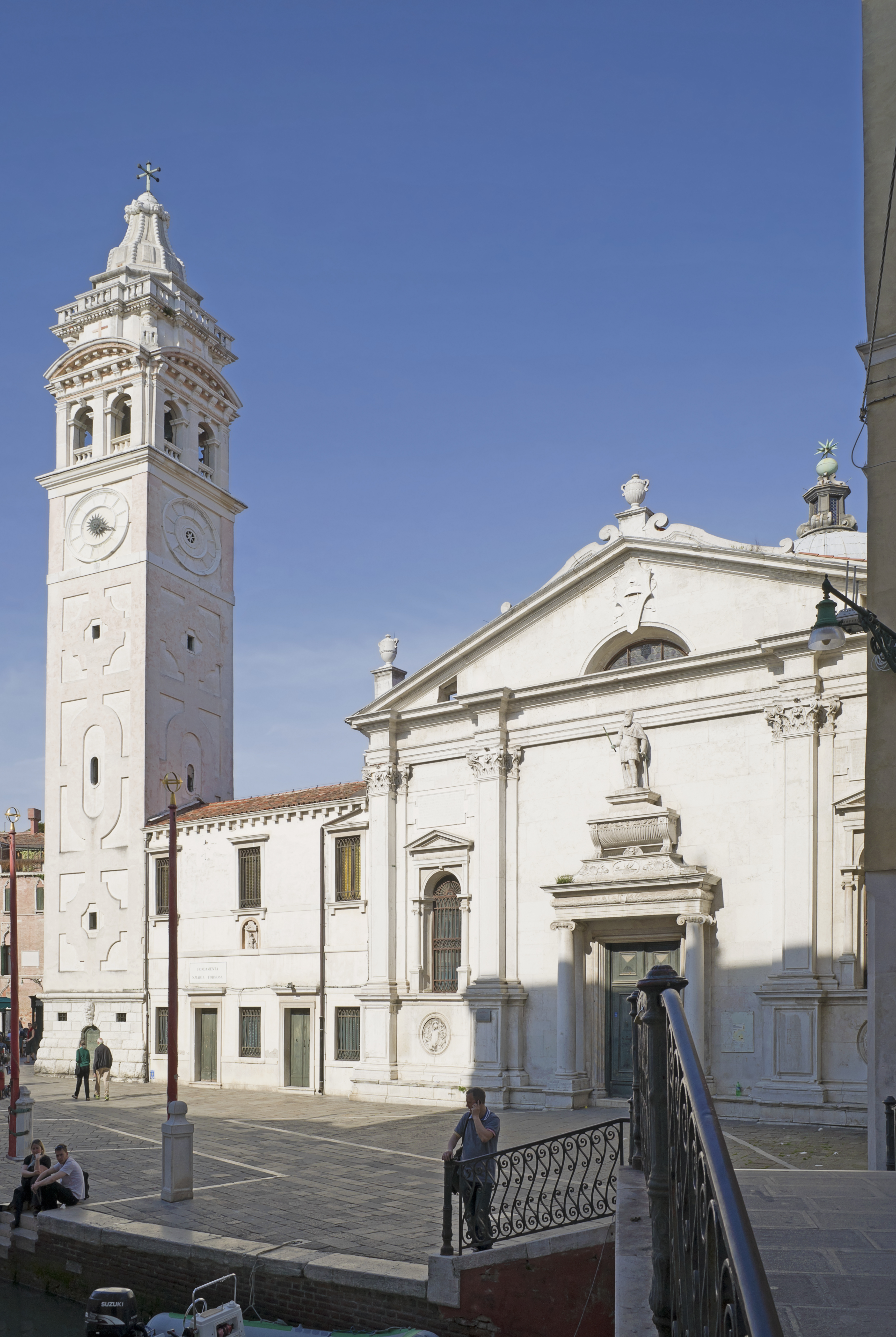
Fasada zachodnia kościoła (od strony kanału)
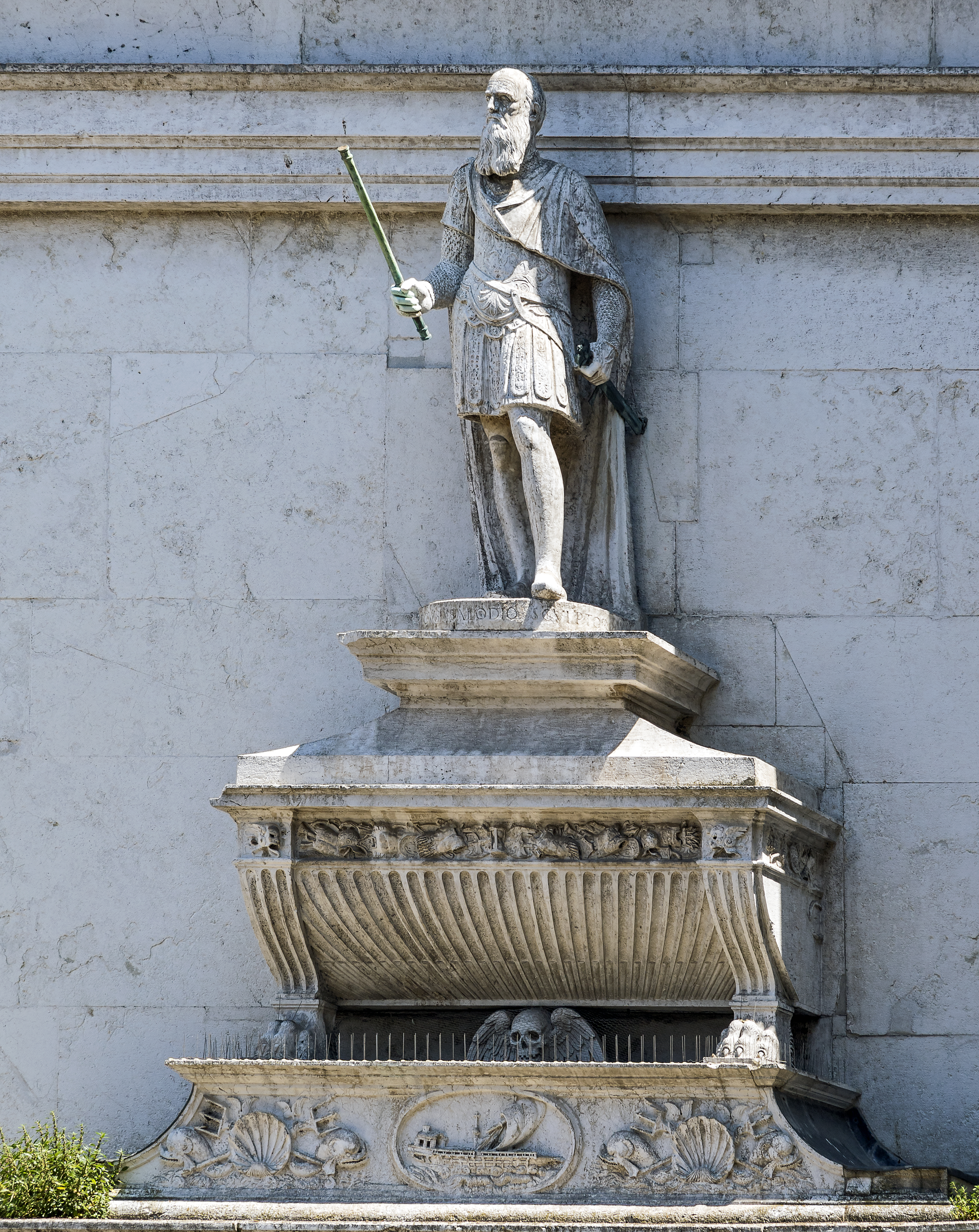
Pomnik Vincenzo Cappello

## Parafia
Podobnie jak data założenia kościoła równie niejasny jest czas i okoliczności erygowania przy nim parafii, jednak z uwagi na potrzeby kultowe dawnego społeczeństwa, fakt ten musiał mieć miejsce wkrótce po jego legendarnym założeniu lub najpóźniej w XI wieku, kiedy to w mieście określone zostały struktury administracyjne, religijne i cywilne, a w oparciu o nie – granice parafii z urzędującymi proboszczami lub kolegiami kapłanów (kapitułami). Kościół znajdował się pierwotnie pod patronatem świeckim, co potwierdzał (po raz kolejny) prywatny dokument z 1060, wskazując na roszczenia rodu Morosin wobec kościoła. Przez długi czas był on uposażany i administrowany przez świeckich parafii, który mieli również prawo powoływania kapłana. Począwszy od XIII wieku stał się kościołem macierzystym rozszerzając stopniowo swoje prawa na kościoły filialne: Santi XII Apostoli, San Felice, San Giovanni Crisostomo, San Giovanni in Oleo (San Giovanni Novo), San Lio, Santa Maria Assunta, Santa Marina, San Procolo (San Provolo) i Santa Sofia. Do 1807 roku miał status kolegiaty. Kasaty kościołów i klasztorów, wprowadzone dekretami napoleońskiego Królestwa Włoch w latach 1807–1810, doprowadziły do wytyczenia na nowo granic weneckich parafii oraz do zmniejszenia ich liczby z ponad 70 do 30. Kościół Santa Maria Formosa otrzymał swój status kościoła parafialnego, natomiast z dotychczasowych kościołów filialnych swój status zachowały: San Lio i Santa Marina. Od 1807 roku na czele parafii stoi proboszcz mianowany przez patriarchę.

## Architektura
Kościół jest położony przy placu Campo Santa Maria Formosa. Spośród realizacji Codussiego jest tym, który najbardziej przypomina wzorce architektoniczne z centralnych Włoch, widoczne zwłaszcza we wnętrzu, gdzie ostrołukowe sklepienia uwydatniają jego elementy strukturalne. Kościół ma dwie fasady, różniące się wyglądem nawzajem od siebie: pierwszą, XVI-wieczną, zwróconą ku kanałowi, być może zrealizowaną według projektu Codussiego, i drugą, z 1604 roku, wychodzącą na plac. Z XVII wieku pochodzi również kampanila. Wejście do kościoła znajduje się od strony kanału.

### Fasada I
Surowa, renesansowa fasada, wychodząca na kanał, jest trzyczęściowa. Dzielące ją pilastry z kapitelami w porządku korynckim posadowione zostały na wysokich cokołach. Wspierają belkowanie oraz wieńczący fasadę tympanon z herbem rodu Cappello pośrodku. Portal flankują kolumny z kapitelami w porządku jońskim. Nad portalem został umieszczony sarkofag, ozdobiony reliefami marynistycznymi i zwieńczony władczym posągiem kapitana Vicenza Cappella w rzymskim stroju wojskowym.

#### Fasada II
Druga fasada, barokowa, wychodząca na plac, zrealizowana w 1604 roku również na zlecenie rodu Cappello, udekorowana została portretami trzech członków rodu ze zwieńczona figurami Matki Bożej i cnót kardynalnych.

### Kampanila
Wysoka na 40 m kampanila ma dzwony uruchamiane elektromechanicznie. Została ona zbudowana w latach 1678–1688 według projektu księdza Francesca Zucconiego. Jej poprzedniczka, widoczna na planie De Barbariego, zwieńczona była kopułą w kształcie głowy cukru, otoczoną czterema pinaklami. Na łuku, u podstawy kampanili, znajduje się groteskowa, rzeźbiona głowa maszkarona, odpędzającego, według tradycji, złe duchy.

## Wnętrze
Wnętrze zaprojektowane przez Codussiego zachowało istniejący plan krzyża greckiego z dostosowaniem przestrzeni do wymogów liturgii katolickiej. Zostało przedzielone lekkimi arkadami na trzy nawy. Na skrzyżowaniu nawy i transeptu wznosi się kopuła osadzona na niskim bębnie. Nawa główna, przekryta sklepieniem, jest dwukrotnie szersza od naw bocznych. Nawy boczne są trzytraktowe; każdy trakt został przekryty niewielką kopułą. W każdej z nich znajdują się dwie kaplice, oddzielone od siebie dwuczęściowymi arkadami. Wszystkie nawy zakończone są apsydami.

### Główne dzieła sztuki
Przy wejściu znajduje się niewielkie tondo Otoczenie Chrystusa, przypisywane Vincenzowi Catenie. W pierwszej kaplicy po prawej stronie znajduje się tryptyk Bartolomea Vivariniego przedstawiający od prawej: Narodziny Matki Bożej, Madonnę Litościwą (Madonna della Misericordia) i Spotkanie św. Anny ze św. Joachimem. Tryptyk pierwotnie był oprawiony w pozłacaną, gotycką ramę, którą zastąpiła późniejsza rama marmurowa, zachowana do dziś. W prawym ramieniu transeptu znajduje się obraz Ostatnia Wieczerza pędzla Leandra Bassana, a naprzeciwko – poliptyk Św. Barbara i święci, namalowany w 1523 roku, jedno z najbardziej znaczących dzieł Palmy starszego. Św. Barbara, patronka scuoli artylerzystów (Scuola dei Bombardieri) została umieszczona w centrum poliptyku. Po obu jej stronach znajdują się podobizny świętych, Sebastiana i Antoniego Pustelnika, a nad nimi – mniejsze obrazy, przedstawiające św. Jana Chrzciciela i św. Wincentego Ferreriusza. Ołtarz wieńczy tympanon i umieszczona w nim Pietà. Obraz został w 1719 roku oprawiony w marmurową ramę wykonaną przez Giuseppe Torrettiego, która zastąpiła ramę wcześniejszą, drewnianą.
Ołtarz główny zdobią kolumny ze wschodniego granitu.

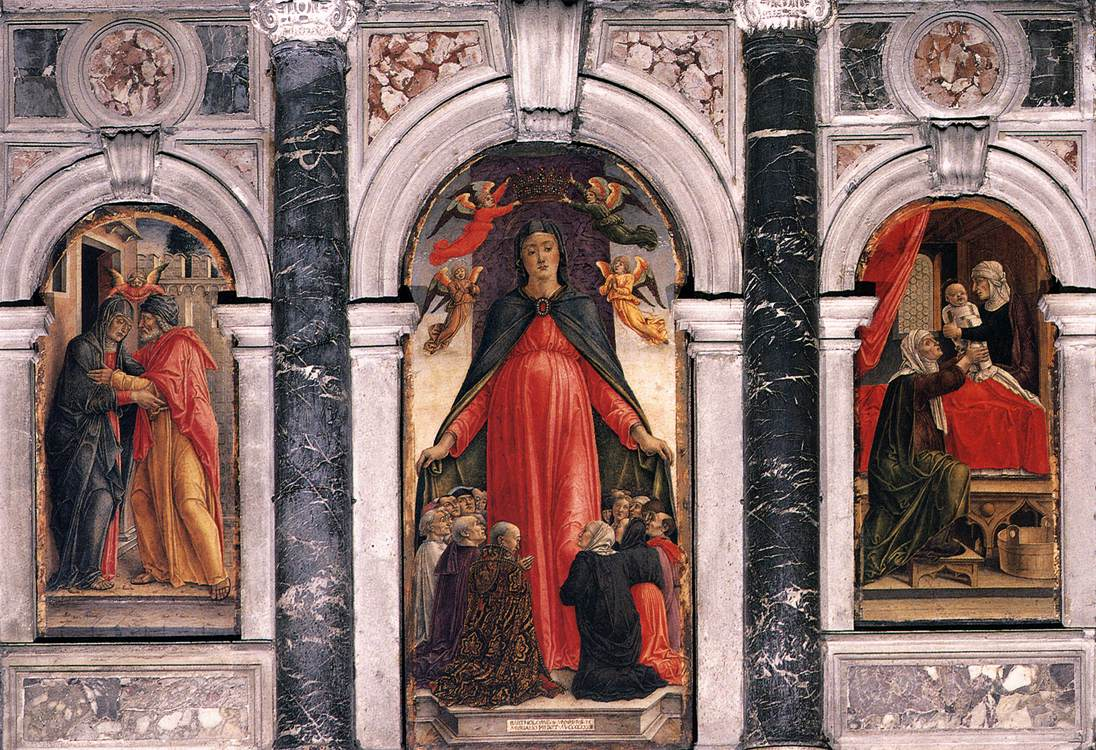
Bartolomeo Vivarini, tryptyk  Narodziny Matki Bożej/Madonna Litościwa/Spotkanie św. Anny ze św. Joachimem (1473)
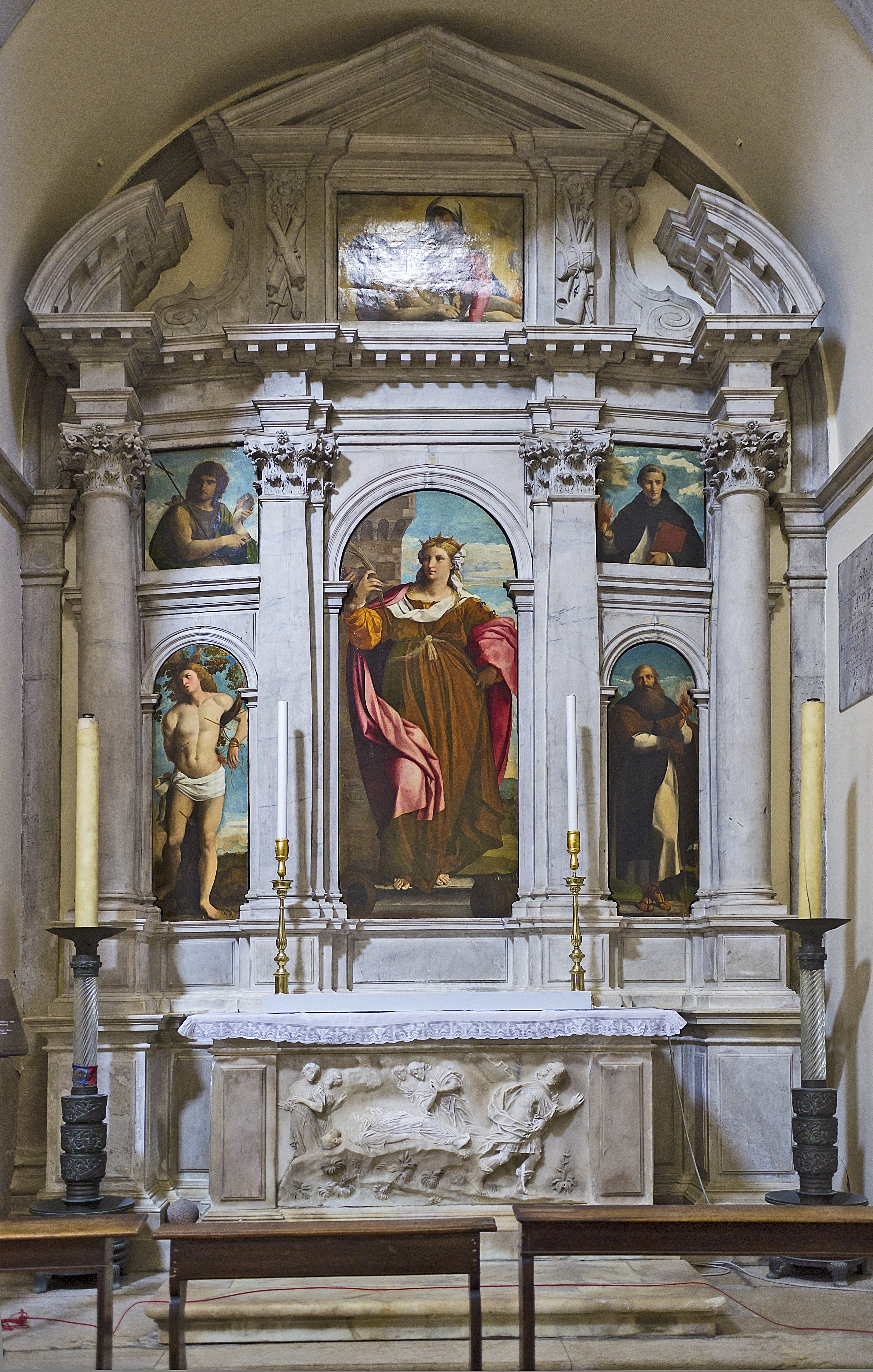
Jacopo Palma starszy, poliptyk Św. Barbara i święci
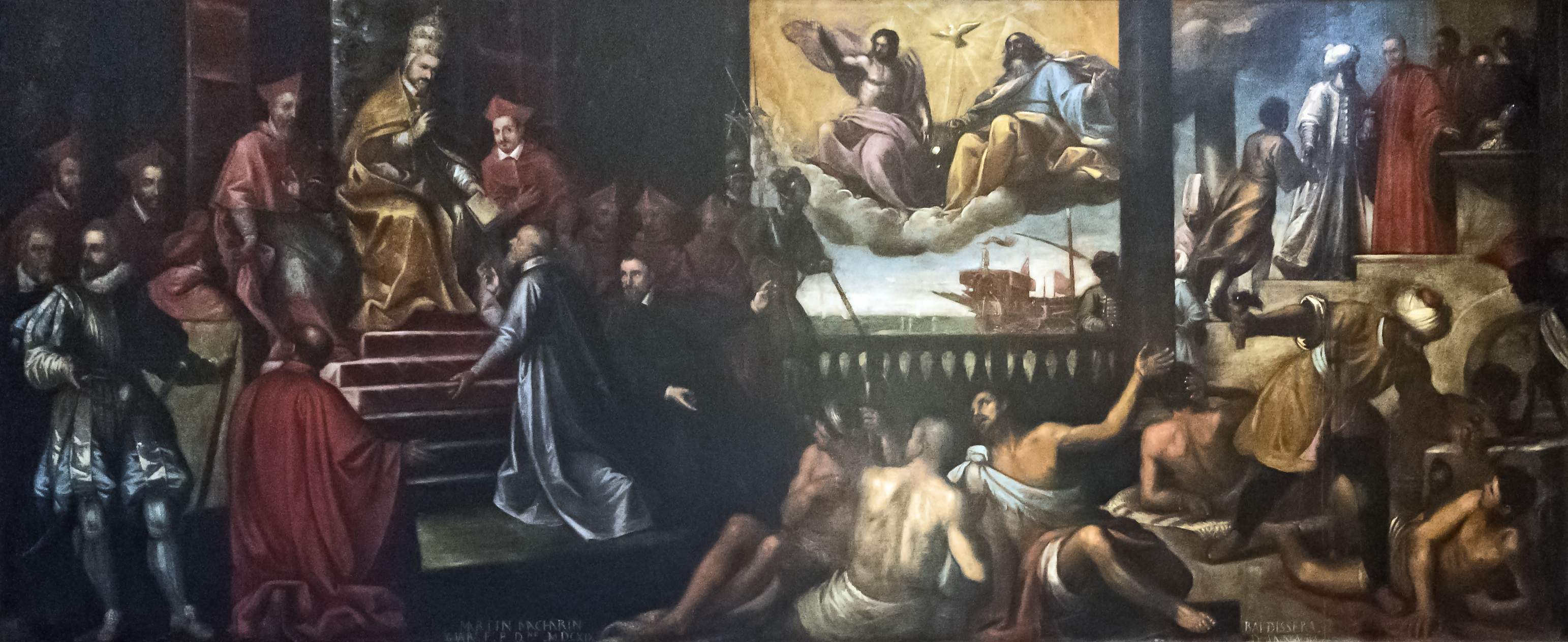
Baldassarre d'Anna - Zatwierdzenie Orderu Najświętszej Trójcy
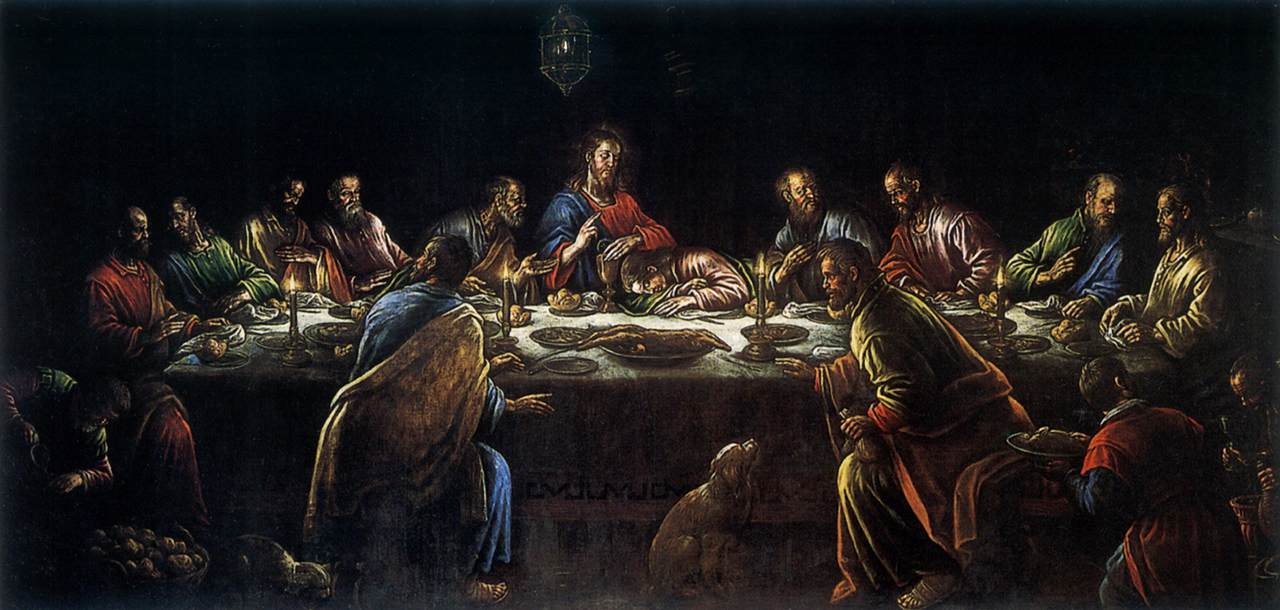
Leandro Bassano, Ostatnia Wieczerza